# Roman Týce
Roman Týce (7 de maio de 1977) é um ex-futebolista profissional tcheco que atuava como defensor.

## Carreira
Roman Týce representou a Seleção Checa de Futebol, nas Olimpíadas de 2000 e a Euro de 2004. 